# César Rojas
César Andrés Rojas Villegas (23 maart 1988) is een Costa Ricaans wielrenner. Zijn broer Juan Carlos is ook wielrenner.

## Carrière
In 2010 werd Rojas bij het nationale kampioenschap op de weg betrapt op het gebruik van fentermine. Hij werd door de Costa Ricaanse wielerbond voor twee jaar geschorst en hij raakte zijn vijfde plaats op het kampioenschap kwijt.
Bij zijn rentree in de Ronde van Costa Rica in 2012, won Rojas twee etappes en werd hij achttiende in het eindklassement. Een jaar later wist hij in drie etappes bij de beste tien te eindigen en werd hij tiende in het eindklassement.
In 2014 werd Rojas achter winnaar Josué González en Bryan Salas derde op het nationaal kampioenschap tijdrijden. Een week later werd hij zesde in de wegwedstrijd, één minuut en acht seconden achter zijn broer en winnaar Juan Carlos Rojas. In de Ronde van Costa Rica wist hij de derde etappe op zijn naam te schrijven en zowel in achtste, de negende en de tiende etappe op het podium te eindigen. In het algemeen klassement eindigde hij op de tweede plaats, bijna negen minuten achter zijn broer Juan Carlos. Het bergklassement won hij na de leiding in dat klassement na de derde etappe over te hebben genomen van Mojamed Méndez.
In 2015 nam Rojas deel aan het wereldkampioenschap op de weg. Deze wedstrijd, die werd gewonnen door Peter Sagan, reed hij echter niet uit nadat hij na 52 kilometer koers betrokken was bij een valpartij. In zijn vierde opeenvolgende deelname aan de ronde van zijn thuisland won Rojas, net als in 2012, twee etappes en, net als in 2014, het bergklassement.
In 2016 nam Rojas met een Costa Ricaanse selectie deel aan de Ronde van San Luis. In de openingsploegentijdrit eindigde hij samen met zijn teamgenoten op de veertiende plaats, één minuut en vijftien seconden achter Etixx-Quick Step. In juni nam de Costa Ricaan deel aan de nationale kampioenschappen. Hier werd hij tweede in de tijdrit en, drie dagen later, derde in de wegwedstrijd. In december stond Rojas wederom aan het vertrek van de Ronde van Costa Rica, waar hij ditmaal de derde etappe wist te winnen door met een voorsprong van 55 seconden op Román Villalobos en Joseph Chavarría solo als eerste over de finish te komen. In de zevende etappe, een dag na de rustdag, trok Rojas samen met zijn broer Juan Carlos ten aanval, waarna ze bij de finish een voorsprong van bijna vierenhalve minuut op de nummer drie, Chavarría, hadden. Juan Carlos won de etappe, César nam de leiding in het algemeen klassement over van Pablo Mudarra. In de laatste vijf etappes wist hij zijn leidende positie met succes te verdedigen, waardoor hij na drie jaar zijn broer afloste als winnaar van de belangrijkste Costa Ricaanse wielerwedstrijd.
Eind januari 2018 werd bekend dat Rojas tijdens de Ronde van Costa Rica in 2017, waarin hij één etappe won, positief had getest op Cera. Door UCI werd hij voorlopig geschorst.

## Overwinningen
2008
 Costa Ricaans kampioen op de weg, Beloften
2010
 Costa Ricaans kampioen tijdrijden, Beloften
2012
4e en 6e etappe Ronde van Costa Rica
2014
3e etappe Ronde van Costa Rica
Bergklassement Ronde van Costa Rica
2015
9e en 10e etappe Ronde van Costa Rica
Bergklassement Ronde van Costa Rica
2016
3e etappe Ronde van Costa Rica
Eindklassement Ronde van Costa Rica
2017
9e etappe Ronde van Costa Rica

## Resultaten in voornaamste wedstrijden
| Jaar |  | WK op de weg |
| ---- |  | ------------ |
| 2015 |  | opgave       |